# Eumerus tumidipes
Eumerus tumidipes är en tvåvingeart som beskrevs av Doesburg 1966. Eumerus tumidipes ingår i släktet månblomflugor, och familjen blomflugor.
Artens utbredningsområde är Tanzania. Inga underarter finns listade i Catalogue of Life.